# Deutsche Unihockey-Mixedmeisterschaft 2006
Die deutsche Unihockey-Mixedmeisterschaft 2006 wurde am 18. und 19. Juni 2006 in Chemnitz-Adelsberg (Sachsen) ausgespielt.

## Vorrunde

### Gruppe A
| Verein                        | Sp | S | U | N | +  | −  | Pkt |
| ----------------------------- | -- | - | - | - | -- | -- | --- |
| SG Adelsberg Chemnitz II      | 3  | 2 | 1 | 0 | 21 | 13 | 5   |
| 1. UC Oker Joker Braunschweig | 3  | 2 | 0 | 1 | 20 | 22 | 4   |
| ETV Hamburg                   | 3  | 1 | 1 | 1 | 13 | 13 | 3   |
| CFC Leipzig                   | 3  | 0 | 0 | 3 | 17 | 23 | 0   |

| SG Adelsberg Chemnitz II | 7 | – | 5 | CFC Leipzig | 18. Juni 2006 | 11:10 Uhr |

| ETV Hamburg | 4 | – | 5 | 1. UC Oker Joker Braunschweig | 18. Juni 2006 | 12:00 Uhr |

| CFC Leipzig | 5 | – | 6 | ETV Hamburg | 18. Juni 2006 | 14:20 Uhr |

| 1. UC Oker Joker Braunschweig | 5 | – | 11 | SG Adelsberg Chemnitz II | 18. Juni 2006 | 15:10 Uhr |

| CFC Leipzig | 7 | – | 10 | 1. UC Oker Joker Braunschweig | 18. Juni 2006 | 17:40 Uhr |

| SG Adelsberg Chemnitz II | 3 | – | 3 | ETV Hamburg | 18. Juni 2006 | 18:30 Uhr |

### Gruppe B
| Verein        | Sp | S | U | N | +  | −  | Pkt |
| ------------- | -- | - | - | - | -- | -- | --- |
| SSC Leipzig   | 3  | 3 | 0 | 0 | 26 | 13 | 6   |
| Wyker TB      | 3  | 2 | 0 | 1 | 13 | 17 | 4   |
| UC Heidelberg | 3  | 1 | 0 | 2 | 19 | 20 | 2   |
| TB Uphusen    | 3  | 0 | 0 | 3 | 11 | 19 | 0   |

| Wyker TB | 2 | – | 8 | SSC Leipzig | 18. Juni 2006 | 09:30 Uhr |

| UC Heidelberg | 7 | – | 3 | TB Uphusen | 18. Juni 2006 | 10:20 Uhr |

| SSC Leipzig | 8 | – | 5 | TB Uphusen | 18. Juni 2006 | 12:50 Uhr |

| UC Heidelberg | 6 | – | 7 | Wyker TB | 18. Juni 2006 | 13:40 Uhr |

| TB Uphusen | 3 | – | 4 | Wyker TB | 18. Juni 2006 | 16:00 Uhr |

| SSC Leipzig | 10 | – | 6 | UC Heidelberg | 18. Juni 2006 | 16:50 Uhr |

## Platzierungsrunde Plätze 5–9

### Halbfinale
| CFC Leipzig | 8 | – | 3 | UC Heidelberg | 19. Juni 2006 | 08:15 Uhr |

| TB Uphusen | 3 | – | 7 | ETV Hamburg | 19. Juni 2006 | 09:10 Uhr |

### Spiel um Platz 7
| UC Heidelberg | 3 | – | 4 | TB Uphusen | 19. Juni 2006 | 112:00 Uhr |

### Spiel um Platz 5
| ETV Hamburg | 17 | – | 10 | CFC Leipzig | 19. Juni 2006 | 12:55 Uhr |

## Finalrunde

### Halbfinale
| 1. UC Oker Joker Braunschweig | 3 | – | 7 | SSC Leipzig | 19. Juni 2006 | 10:05 Uhr |

| Wyker TB | 4 | – | 10 | SG Adelsberg Chemnitz II | 19. Juni 2006 | 11:00 Uhr |

### Kleines Finale
| Wyker TB | 0 | – | 7 | 1. UC Oker Joker Braunschweig | 19. Juni 2006 | 13:50 Uhr |

### Finale
| SSC Leipzig | 5 | – n. V. | 6 | SG Adelsberg Chemnitz II | 19. Juni 2006 | 14:45 Uhr |

## Endstand
| Mixedmeisterschaft 2006 | Mixedmeisterschaft 2006       |
| ----------------------- | ----------------------------- |
| Platz 1                 | SG Adelsberg Chemnitz II      |
| Platz 2                 | SSC Leipzig                   |
| Platz 3                 | 1. UC Oker Joker Braunschweig |
| Platz 4                 | Wyker TB                      |
| Platz 5                 | ETV Hamburg                   |
| Platz 6                 | CFC Leipzig                   |
| Platz 7                 | TB Uphusen                    |
| Platz 8                 | UC Heidelberg                 |

## Scorerwertung
Bester Scorer bei den Männern war Ingmar Penzhorn (CFC Leipzig) mit 27 Punkten (21 Tore und 6 Assists). Bei den Frauen teilten sich Jennifer Thomas (SSC Leipzig) und Cornelia Lang (1. UC Braunschweig) mit 10 Punkten (beide 5 Tore und 5 Assists) den ersten Platz.